# Fontaine de la Mule Noire
La fontaine de la Mule Noire est une fontaine située à Aix-en-Provence, rue de la Mule-Noire.

## Histoire
Le monument fait l'objet d'une inscription au titre des monuments historiques depuis 1949.